# 加拿大航空143號班機事故
加拿大航空143号航班是加拿大航空自魁北克省蒙特利尔经安大略省渥太华飞往艾伯塔省埃德蒙顿的执飞的航班。1983年7月23日，一架刚交机约4个月的波音767客机执飞此航班从渥太华飞往埃德蒙顿的途中在41,000英尺（12,500公尺）的飞行高度进行巡航时，两具引擎因燃油耗光而失去动力，最后客机在位于曼尼托巴省吉姆利的一个已被改作赛车场地的废弃加拿大皇家空軍飞行基地做滑翔降落，在当时打破了民航客机在失去动力后的滑翔记录。该架767客机后被称为「吉姆利滑翔机」（The Gimli Glider）。
官方在随后的调查中发现此次事故的原因是因为转换公制单位至英制单位时的人为失误，导致燃料添加量被错误地计算，完成第一趟飛行後，即使有再次確認油量並重新加油，且机长未能察觉，因此飞机在执行飞行任务时只有一半的可用油量。加航事后被指管理不当且未能给机组人员足够的培训来熟悉新飞机的操作过程。

## 事故背景及经过
在1983年7月22日，加航的一架波音767（注册编号为C-GAUN，制造序号22520/47）从多伦多飞往埃德蒙顿并在那里接受了例行检查。一天以后，这架飞机飞抵蒙特利尔多瓦尔机场（现名为皮埃尔·埃利奥特·特鲁多国际机场）以执行143航班的飞行任务。执行是次航班的机长为罗伯特·鲍勃·皮尔逊（Robert Bob Pearson），副机长为莫里斯·肯塔（Maurice Quintal）。皮尔逊机长是名非常有经验的飞行员，事故发生前总共有超过15,000小时的飞行时间。肯塔副机长也同样经验丰富，飞行时间达7,000小时。
在从渥太华起飞后，飞机航行了大约一半航程，在临近安大略省红湖市的41,000英尺空層巡航時，机上的一个关于油压的警报响了。皮尔逊机长将其关掉，因为仅依靠重力两个引擎便可获得足够供油。但是几分钟后机上的警报再次响起，显示左翼油压偏低的警告，皮尔逊机长决定转向温尼伯紧急降落。不久，机上警报又显示左翼油箱油量低，随后左侧引擎熄火，机长尝试重启左侧引擎不果，紧接着右侧引擎亦停止工作。失去了引擎动力，机上的电子设备同时失去电力，驾驶舱瞬间所有的电子仪表均失灵。飞机现在只能依靠底部释放出的小型冲压空气涡轮发电维持三个备用仪表和部分液压系统的运作。因为没有电力，飞机无法向温尼伯航空管制中心的雷达发射飞行状态信号。此时飞机位于35,000英尺高度，距离温尼伯还有104公里。
在此之前，还没有人驾驶过一架失去动力的民航客机在空中滑翔至安全降落。机长向塔台宣布进入紧急状态，並向温尼伯机场请求紧急着陆，因为该机场的跑道很长，救援设施完善。糟糕的是，肯塔副机长经过计算后发现以当时的下降率，根本无法在温尼伯降落。在此之際，曾任加拿大皇家空军飞行员的肯塔副机长想起在基米尼附近有一個皇家空军基地，于是向塔台询问相关资料，塔台向机组指示该空军基地的大致方位。幸运的是，当天天气很好，机组可以以目视方式进场。机长在搜索后终于发现该军用机场的位置，但由于担心降落速度过快，只好以滑翔机的经验，控制飞机滑翔减至较低的速度后，在该机场32L跑道紧急着陆。可是，在释放起落架时，主起落架靠自身重力放下并锁定，而前起落架由于液压系统失灵，同时无法靠自身重力放下，因而未能锁定。而空军基地早已撤销并改建为吉姆利赛车公园，原有的跑道也改成直线竞速赛用的赛车场跑道。最后关头，飞机重着陆时主起落架的2条轮胎爆胎，机鼻部分直接接触地面滑行。飞机在赛道滑行了一段距离后终于停下。

## 事后调查
7月22日一次检查时发现飞机液晶燃料显示器故障，当时技术人员发现只要拉出一个油量显示系統（Fuel Quantity Indicator System，FQIS）上的一个断路器就可以令显示器重新显示燃料存量，但是飞机仍要用机翼底部的燃料测量棒来对燃料的存量作第二次的确定。7月23日早上，这架注册编号为C-GAUN的客机飞抵蒙特利尔。在蒙特利尔的维护人员发现燃料显示器沒有任何显示，在查阅飞行记录后发现拉出断路器令显示器重新显示燃料存量的做法跟正确做法有差异，于是维护人员決定为这架767更换燃料显示器；但因该飞机是加航当时第一批（四架）767飞机的其中一架，所以蒙特利尔并沒有太多767的零件。正当维护人员打算再用先前的方法令飞机先暂时返回飞行计时，签派员的出现打断了他的工作，并且他忘记了拉出断路器。随后，飞行员回到驾驶舱（虽然飞行员事前已得知显示器出現問題，但是机组进入飞机后才得知该显示器完全没有显示，而不是像上上一班飞行一样可继续操作）。机长在查阅最低设备清单（MEL）后得知该767飞机是不可以在没有燃料显示的情况下起飞的，不过机长认为只要用手工计算燃料，再以燃料测量棒测量油量后就可以令飞机安全飞行。于是飞行员决定补充燃油量并继续开始前往埃德蒙顿的航程。
传统上，民航飞机是以英制单位计算出油量的重量（飞机的起落对于载重非常敏感，用重量而非体积来计算油量）。这批刚投入服役的波音767-233客机，采用了公制单位。加油前，飞行员计算出要飞抵埃德蒙頓需要22,300千克的油料，而当时以量油计测量时得知油箱內还剩余7,682公升的燃料，地勤人员用的油量计（dipstick）只能测出油箱内剩余油量的体积为7,682升，需要把体积和重量换算一遍。地勤人员把公制容积“升”换算为英制重量“磅”（1 升=1.77 磅），發生了錯誤。结果原本应该加入20,088公升的燃料，却错误地只加入了4,916公升，也就是该767飞机实际上只装载了（22,300磅=12,598公升=10,078千克）油料，不到需要量油料的一半。在过去油料补给的计算工作向来是由飛航工程師负责，但波音767是当时少数采用两人制驾驶编组的新机型，飞行员必须亲自负责这个他们并不熟悉的工作项目。当地勤人员拿来加油记录请皮尔逊机长进行核对时，他检查了相关的计算数据，却仍然误用了相同的换算系数而且并未察觉。机组人员将这些错误的资料输入飞机上的飞行管理计算机内，便起程前往埃德蒙頓。地勤人员少加了占原定要求四分之三的燃油，这么大的差距，当值人员裏，从飞机上的机长和副机长到地面上的地勤团队，没有一个人察觉到其中的异常。

## 世界紀錄
143號班機在安全地緊急降落前打破了當時民航機滑翔飛行最長距離的世界紀錄。班機燃料用盡的地點與基米尼相距約50公里，飛機共滑翔了17分鐘。此紀錄在2001年被同属加拿大的越洋航空236號班機事故中超越。

## 逸聞
- 加拿大航空安排從溫尼泊往基米尼維修飛機的工程車在途中也因燃油用盡而無法前進，需致電求援。
- 在2001年打破143號班機的滑翔飛行距離紀錄的也是加拿大的航空公司越洋航空236號班機事故，他們最後也是緊急降落於空軍基地。
- 相關單位在事後利用飛行模擬器測試其他機組人員在遭遇相同狀況時，是否能順利迫降，但都獲得班機墜毀無人生還的測試結果[2][3]。
- 機長是滑翔機愛好者，駕駛滑翔機經驗豐富，在此事件中，由於降落速度過快，於接近跑道時，機長運用滑翔機中側滑的方式減速，使降落速度在安全範圍。

## 事故之後
這次是繼6月2日加拿大航空797號班機後，加航於兩個月內第二次迫降事故。而這次事故後來被改編成一部電視電影，名為《九霄驚魂767》。
這次事故也被製成《空中浩劫》第五季第三集「Gimli Glider」（又名為「Deadly Glide」或「Miracle Flight」）

### 事故客機
事故客機在基米尼經初步維修後飛往溫尼泊全面修理，並重新在加拿大航空服務。意外後這架飛機獲得「基米尼滑翔機」（Gimli Glider）的新暱稱，並一直服役至25年後的2008年1月24日才宣告退役。在退役後飛渡至美國加州莫哈維沙漠中的莫哈維機場。封存之航行任務被安排由當年把143號班機緊急降落在基米尼的機組人員負責，并在起飛前安排讓加航員工在機場向這架飛機道別。
2017年9月，此機在莫哈維機場被拆解。部分蒙皮被一些公司制作成纪念品出售。

## 相似事故
- 英國航空9號班機 - 該波音747客機的四個引擎因火山灰堵塞而熄火，最後關頭四個引擎重新啟動，飛機平安降落於雅加達。
- 荷蘭皇家航空867號班機 - 該波音747-400的四個引擎在阿拉斯加上空因火山灰堵塞熄火，後四個引擎重新啟動。平安降落在泰德·史蒂文斯安克雷奇國際機場。無人死亡，事後該機花費8000萬美元檢修。
- 越洋航空236號班機 - 肇事空中巴士A330客機因維修疏忽，致飛行中漏油且兩個引擎停止運作。最後飛機以滑翔方式降落於亞速爾群島的空軍基地，無人死亡。

## 外部連結
- Aviation Safety Network 報告（页面存档备份，存于）
- 飛機緊急著陸後的照片（AirDisaster.Com）
- 基米尼滑翔機相集